# Boisseuilh
Boisseuilh (okzitanisch Boissuelh) ist ein Ort und eine aus mehreren Weilern (hameaux) und Einzelgehöften bestehende Gemeinde mit 110 Einwohnern (Stand: 1. Januar 2022) im  südfranzösischen Département Dordogne in der Region Nouvelle-Aquitaine. Die Bewohner werden Boisseuilhais und Boisseuilhaises genannt.

## Lage
Boisseuilh liegt gut 45 km (Fahrtstrecke) nordöstlich von Périgueux bzw. knapp 40 km nordwestlich von Brive-la-Gaillarde in der historischen Provinz Périgord in einer Höhe von ca. 245 m ü. d. M. Das Klima ist gemäßigt und wird gleichermaßen vom Atlantik und von den Bergen des Zentralmassivs beeinflusst. Das  Gemeindegebiet wird vom Flüsschen Dalon im Nordosten begrenzt.

## Bevölkerungsentwicklung
| Jahr      | 1800 | 1851 | 1901 | 1954 | 1999 | 2013 |
| Einwohner | 368  | 468  | 390  | 253  | 114  | 117  |

Der kontinuierliche Bevölkerungsrückgang seit der zweiten Hälfte des 19. Jahrhunderts ist im Wesentlichen auf die Reblauskrise im Weinbau und die zunehmende Mechanisierung der Landwirtschaft sowie den jeweils damit einhergehenden Verlust an Arbeitsplätzen zurückzuführen.

## Wirtschaft
Der Ort und seine Umgebung waren jahrhundertelang landwirtschaftlich geprägt; die meisten Menschen lebten als Selbstversorger von den Erträgen ihrer Felder und Gärten; auch Viehzucht und Weinbau wurden betrieben. Im Ort selbst ließen sich Handwerker, Kleinhändler und Dienstleister aller Art nieder. Seit den 1960er-Jahren spielt der Tourismus in Form der Vermietung von Ferienwohnungen (gîtes) eine nicht unbedeutende Rolle im Wirtschaftsleben der Gemeinde.

## Geschichte
Die erstmalige dokumentierte Erwähnung des Ortsnamens Boisolium stammt aus dem Jahr 1150. Etwa um dieselbe Zeit entstand die örtliche Pfarrkirche, die dem auch in Frankreich nahezu unbekannten Heiligen Valerius von Bernage geweiht ist.

## Sehenswürdigkeiten
In die im 12. Jahrhundert aus exakt behauenen rötlichem Sandsteinen gemauerte Pfarrkirche Saint-Valéry wurde in späterer Zeit ein gotisches Apsisfenster eingebaut. Im 17. Jahrhundert erhielt die Kirche ein neues Portal im klassizistischen Stil; auch der Glockengiebel wurde erneuert. Der Kirchenbau ist einschiffig und hat eine flach schließende Apsis.